# کیو شیمیزو
کیو شیمیزو (清水 希 容 ،Kiyou Shimizu، متولد ۷ دسامبر ۱۹۹۳) کاراته کا ژاپنی است که در مسابقات کاتای زنان رقابت می‌کند. وی دو بار مدال طلای مسابقات کاراته قهرمانی جهان و دو بار مدال طلای بازی‌های آسیاییرا از آن خود کرد. وی به عنوان نماینده ژاپن در المپیک تابستانی ۲۰۲۰ در کاتا مدال نقره کسب کرد.

## حرفه
در سال ۲۰۱۴ او به نمایندگی از ژاپن در بازی‌های آسیایی ۲۰۱۴ اینچئون کره جنوبی حاضر شد و در مسابقات کاتای زنان مدال طلا را از آن خود کرد. یک ماه بعد، او در مسابقات کاراته قهرمانی جهان ۲۰۱۴ که در برمن آلمان برگزار شد، در همین ماده قهرمان جهان شد. در مسابقات کاراته قهرمانی آسیا ۲۰۱۵ که در یوکوهاما ژاپن برگزار شد نیز، او در همین ماده مدال طلا را بدست آورد.
در مسابقات کاراته قهرمانی جهان ۲۰۱۶ در لینتس اتریش، او با کسب مدال طلا در مسابقات کاتای زنان برای دومین بار، موفقیت پیشین خود را در سال ۲۰۱۴، تکرار کرد. در سال ۲۰۱۷، وی در مسابقات جهانی ۲۰۱۷ که در وروتسواو لهستان برگزار شد، در مسابقات کاتای زنان برنده مدال طلا شد. در بازی نهایی او ساندرا سانچز از اسپانیا را شکست داد.
در سال ۲۰۱۸، او در سه تورنمنت بزرگ موفق به کسب مدال شد. وی در مسابقات کاراته قهرمانی آسیا ۲۰۱۸ که در امان، اردن برگزار شد، در مسابقات کاتای زنان مدال طلا را از آن خود کرد. وی همچنین در مسابقات آسیایی ۲۰۱۸ که در جاکارتا اندونزی برگزار شد، در مسابقات کاتای بانوان مدال طلا را بدست آورد. موفقیت او در مسابقات کاراته قهرمانی جهان ۲۰۱۸ که در مادرید، اسپانیا برگزار شد، ادامه یافت و در مسابقات کاتای انفرادی زنان به مدال نقره رسید. در بازی نهایی، او در برابر ساندرا سانچز از اسپانیا شکست خورد.
در مسابقات کاراته قهرمانی آسیا ۲۰۱۹ که در تاشکند ازبکستان برگزار شد، در ماده کاتای انفرادی زنان صاحب مدال طلا شد.

## زندگی شخصی
وی در دانشگاه کانزای تحصیل کرد.

## دستاوردها
| سال  | رقابت                   | محل                | رتبه بندی | رویداد        |
| ---- | ----------------------- | ------------------ | --------- | ------------- |
| ۲۰۱۴ | بازی‌های آسیایی          | اینچئون، کره جنوبی | یکم       | کاتای انفرادی |
| ۲۰۱۴ | قهرمانی جهان            | برمن، آلمان        | یکم       | کاتای انفرادی |
| ۲۰۱۵ | مسابقات قهرمانی آسیا    | یوکوهاما، ژاپن     | یکم       | کاتای انفرادی |
| ۲۰۱۶ | قهرمانی جهان            | لینتس، اتریش       | یکم       | کاتای انفرادی |
| ۲۰۱۷ | بازی‌های جهانی           | وروتسواو، لهستان   | یکم       | کاتای انفرادی |
| ۲۰۱۸ | مسابقات قهرمانی آسیا    | امان، اردن         | یکم       | کاتای انفرادی |
| ۲۰۱۸ | بازی‌های آسیایی          | جاکارتا، اندونزی   | یکم       | کاتای انفرادی |
| ۲۰۱۸ | قهرمانی جهان            | مادرید، اسپانیا    | دوم       | کاتای انفرادی |
| ۲۰۱۹ | مسابقات قهرمانی آسیا    | تاشکند، ازبکستان   | یکم       | کاتای انفرادی |
| ۲۰۲۱ | بازی‌های المپیک تابستانی | توکیو، ژاپن        | دوم       | کاتای انفرادی |